# Hemerobius domingensis
Hemerobius domingensis är en insektsart som beskrevs av Banks 1941. Hemerobius domingensis ingår i släktet Hemerobius och familjen florsländor. Inga underarter finns listade i Catalogue of Life.